# Lewis Island (Bonavista Bay)
Lewis Island is een onbewoond eiland van ruim 10 km² in de Canadese provincie Newfoundland en Labrador. Het eiland ligt in Bonavista Bay, een grote baai aan de oostkust van het eiland Newfoundland.

## Geografie
Lewis Island is met 10,64 km² het op vier na grootste eiland van Bonavista Bay. Het ligt op het smalste punt slechts 325 meter verwijderd van het "vasteland" van Newfoundland. In het oosten heeft het eiland een schiereiland dat zo'n 2,5 km lang en 0,5 km breed is. Het dichtstbijgelegen dorp is Trinity, dat zo'n 6 km naar het westen toe ligt.